# Association Concordia
L'association Concordia (chinois : 滿洲國協和會, pinyin : Mǎnzhōuguó Xiéhehuì, Wade-Giles : Manchoukuo Hsiehhehui, japonais Hepburn : Manshū-koku Kyōwakai) est un parti politique du Mandchoukouo actif de 1931 à 1945.
Établi pour promouvoir les idéaux de pan-asiatisme et de la création d'un État-nation multi-ethnique qui passera progressivement d'un régime militaire à un gouvernement civil, le parti demeurera incapable de remplir ces promesses et servira par la suite les intérêts du contrôle totalitaire de l'armée japonaise du Guandong.

## Contexte

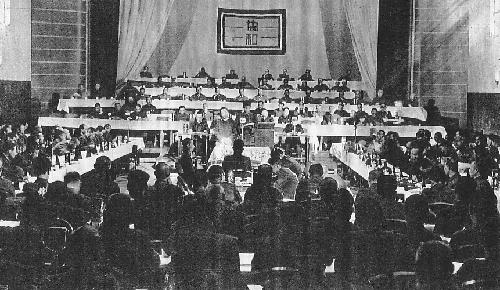
Réunion de l'association Concordia.

Le nom « Association Concordia » vient du concept de « concorde des nationalités » (民族協和 mínzú xiéhe) promu par le mouvement pan-asiatique. En accordant un droit limité d'autodétermination aux différents peuples et ethnies composant le pays, le Mandchoukouo tente de se représenter en État-nation sur le modèle soviétique d'« union des nationalités ». Le théoricien politique Tominaga Tadashi, auteur de Manshū no Minzoku (« Nationalités de Mandchourie »), écrivit intensément sur les politiques soviétiques d'autodétermination nationale. La politique de concorde des nationalités est engagée pour remplir la promesse de fédéralisme et protéger les droits des minorités, tandis que le contrôle central se renforce pour éviter le même séparatisme qui a affaibli l'ancien empire russe.

## Développement
Dès sa création, le Mandchoukouo est en fait contrôlé par l'armée japonaise du Guandong de façon totalitaire. Un conseil législatif existe au début pour la formalité d'entériner les décrets promulgués par le conseil d'État des Affaires générales via la figure de l'empereur, Puyi. 

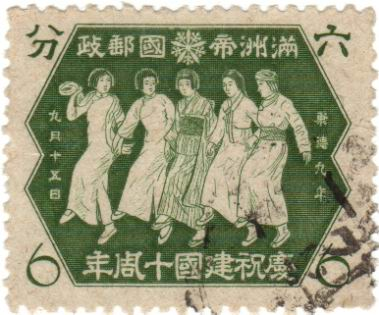
Timbre commémoratif du Mandchoukouo promouvant l'idéal de concorde des nationalités.

Bien que le statut d'État à parti unique n'est pas officiel, la dissidence politique est sévèrement punie, et le seul parti politique autorisé est l'association Concordia. Les citoyens sont cependant autorisés à former des associations politiques, principalement pour promouvoir l'image du Mandchoukouo dans leur pays d'origine. Ces associations comprennent plusieurs partis de Russes blancs soutenant le fascisme et la restauration de la dynastie Romanov et divers mouvements sionistes de réfugiés juifs.
La structure de l'association Concordia est réorganisée sur le modèle de l'association de soutien à l'autorité impériale japonaise fondée en 1940. Tous les fonctionnaires et bureaucrates du gouvernement, dont les instituteurs, ainsi que les figures importantes de la société, en sont membres. Tous les jeunes de seize à dix-neuf ans sont automatiquement enrôlés à partir de 1937. En 1943, le total des membres de l'association comprend 10 % de la population du Mandchoukouo.
En théorie, l'association Concordia aurait dû à terme remplacer l'armée du Guandong aux commandes du pouvoir politique du Mandchoukouo, cependant, au milieu des années 1930, l'armée du Guandong ordonne à l'association de « purger » ses meneurs d'origine soupçonnés de tendances gauchistes. L'association est ainsi détournée dans la mobilisation et la surveillance au lieu de représenter un gouvernement ethnique et culturel proche du peuple.
Après la purge, l'association Concordia se rapproche étroitement des partis totalitaires d'Europe. Comme ses homologues fascistes, elle est corporatiste, anticommuniste, anticapitaliste, et veut surmonter les différences de classes en organisant le peuple autour du travail et des communautés ethniques, tandis qu'elle prône une économie dirigiste. L'association se distingue en représentant les communautés asiatiques — Mongols, Manchous, Hui musulmans, Coréens, Japonais et Russes blancs, ainsi que les Chinois majoritaires — et leurs traditions. Cet engagement signifie aussi de soutenir la religion de ces différents peuples : Lamas mongols, Chamans mandchous, musulmans ahongs, moines bouddhistes, et moralistes confucéen. Le contrôle des sociétés locales est renforcé par le travail d'unités de l'association dans les villages mandchous, les mosquées Hui, et le système d'auto-surveillance (baojia) de la communauté chinoise.
Des idéologues japonais tels que Tachibana ne voient aucune contradiction entre les buts du républicanisme, de l'égalité, et de la modernisation, d'une part, et les valeurs « orientales » de communauté, de solidarité, et d'État moral, d'autre part. En pratique, cependant, les programmes et intérêts très différents poursuivis par l'armée et les pan-asiatiques mènent à plusieurs tensions et à une société polarisée plutôt qu'harmonieuse. Les jeunes Mongols réclament une éducation moderne et l'élimination du pouvoir des lamas, les Chinois sont divisés entre monarchistes réclamant la restauration de l'empereur et les républicains qui s'y opposent. Avant que toutes ces tensions ne soient surmontées et qu'un vrai État indépendant ne soit créé, l'armée japonaise interrompe le processus et plonge le Mandchoukouo dans la guerre sino-japonaise (1937-1945).